# Christina-Piercing
Das Christina-Piercing ist ein weibliches Intimpiercing. 
Es wird vertikal in die Falte (Commissura labiorum anterior) der oben zusammenlaufenden großen Schamlippen gestochen und tritt am Venushügel wieder aus. Aus anatomischen Gründen ist es nicht bei jeder Frau möglich.

## Geschichte
Wie viele andere Oberflächenpiercings ist auch das Christina-Piercing eine relativ neue Form des Piercing. Ein erstes dokumentiertes Christina-Piercing wurde in den 1990er Jahren von dem Piercing-Pionier Tom Brazda in den Stainless Studios gestochen und nach seiner ersten Trägerin benannt.

## Auswirkung
Das Piercing wirkt, anders als das Klitorisvorhautpiercing oder das Nefertiti-Piercing, nicht sexuell stimulierend. Es hat einen rein optischen Reiz. Bei Druck, beispielsweise beim Tragen von engen Hosen, kann es unter Umständen als unangenehm empfunden werden.

## Heilung
Das Piercing benötigt für die Abheilung weit länger als viele andere Piercings. 6 bis 12 Monate kann es dauern, bis ein Christina vollständig abgeheilt ist. Da es sich um ein Oberflächenpiercing handelt, kann es während der Heilungsphase zu Komplikationen kommen. Aufgrund der Position des Piercings ist der Stichkanal viel in Bewegung und Reibung ausgesetzt. Ist das Christina-Piercing nicht tief genug gestochen, kann es zum Herauswachsen kommen. Das Piercing sollte für die Intimrasur während der Heilung nicht entfernt werden. Sofern es bereits vollständig abgeheilt ist, kann es vor der Rasur herausgenommen werden.

## Abgrenzung / Varianten
- Nefertiti-Piercing: wie Christina, nur mit tieferliegender unterer Kugel; Kombination aus Christina- und Klitorisvorhautpiercing
- Pubic-Piercing: das dem Christina entsprechende Piercing beim Mann